# Bernat de Vilamarí
Bernat de Vilamarí (spanisch Bernardo de Vilamarí , * 13. Jahrhundert; † 30. Januar 1311 in Vienne) war von 1292 bis 1312 Bischof von Girona. Während seines Episkopats setzte er sich für die Verteidigung der kirchlichen Freiheit und für das Erbe der Diözese ein.

## Leben und Werk
Bernat de Vilamarí gehörte der Adelslinie der Vilamarí an, die aus dem Alt Empordà stammte. Er wurde am 14. März 1292 unter Papst Nikolaus IV. zum Bischof von Girona ernannt. Während seines Episkopats richtete er eine Niederlassung des Karmelitenordens in Girona ein. Als alter Mann nahm er an dem von Clemens V. einberufenen Konzil von Vienne teil, das auf Wunsch des französischen Königs Philipp des Schönen die endgültige Auslöschung des Templerordens verfolgte. Bernat war nach Vienne gereist, um am Konzil teilzunehmen. Er starb dort am 30. Januar 1311.
Bernat de Vilamarís Leichnam wurde nach Girona überführt und in einem Steingrab in der Allerheiligen-Kapelle der Kathedrale von Girona beigesetzt.